# جون جاي بيك
جون جاي بيك (بالإنجليزية: John J. Peck)‏ هو ضابط أمريكي، ولد في 4 يناير 1821 في مانليوس في الولايات المتحدة، وتوفي في 21 أبريل 1878 في سيراكيوز في الولايات المتحدة.